# Georges Maspero
René Gaston Georges Maspero (* 21. August 1872 in Paris; † 21. September 1942 in Saint-Tropez) war ein französischer Sinologe und Südostasienwissenschaftler sowie hochrangiger Kolonialverwalter (administrateur des services civils) in Französisch-Indochina.
Er war der älteste Sohn des Ägyptologen Gaston Maspero aus dessen erster Ehe und älterer Halbbruder von Henri (ebenfalls Sinologe) und Jean Maspero (Papyrologe).

## Karriere
Nach dem frühen Tod seiner Mutter Harriet Henriette Yapp verbrachte Georges Maspero seine Kindheit in Ägypten, wo sein Vater wissenschaftlich tätig war, bevor er als Internatsschüler das Lycee des Vanves und anschließend das Lycée Henri IV besuchte. Er strebte eine Karriere im Kolonialdienst in Südostasien an; im Jahr 1891 begann er folglich sein Studium an der École coloniale. Er studierte Rechtswissenschaft; parallel dazu lernte er an der École des langues orientales Chinesisch und Vietnamesisch, später sollten auch noch Khmer und Thai-Lao hinzu kommen.
Nach Abschluss seiner Ausbildung im Dezember 1894 begann er seine Arbeit als Kolonialbeamter auf einem Posten in Phnom Penh, der Hauptstadt Kambodschas. Im Jahr 1897 wurde sein Vorgesetzter Résident supérieur Huyn de Verneville, mit dem er freundschaftlich verbunden war, durch eine innerbehördliche Intrige zugunsten von Ducos abgesetzt, woraufhin Maspero als Verwalter (Resident) in die Provinz Kompong Spu abkommandiert wurde. Hier bemühte er sich mit Erfolg um den Bau einer Straßenverbindung nach Phnom Penh.
Im Jahr 1901 wurde er Resident der Provinz Kompong Cham, wechselte aber kurz darauf nach Laos, das erst acht Jahre zuvor ein französisches Protektorat geworden war. In Vientiane arbeitete er für neun Monate als Privatsekretär (secrétaire particulier) des Résident supérieur Tournier und wurde in dieser Zeit auch archäologisch tätig: In Vientiane fand er eine Reihe von Bronzeinschriften, und einige Kilometer weiter südlich, in Say Fong, drei Stelen, darunter auch eine äußerst bedeutende aus der Zeit des Khmer-Reiches von Angkor, auf der König Jayavarman VII. die Errichtung eines Spitals verkünden ließ. Seine Entdeckungen machten ihn zu einem Pionier und Mitbegründer der gerade entstehenden École française d’Extrême-Orient (EFEO), wo er ab 1903 als correspondant-délégué aktiv war.
Im Anschluss wechselte Maspero in die Kolonie Cochinchina (heute das südliche Drittel Vietnams). Hier war er zunächst 1903–04 Verwalter von Cần Thơ und dann, nach einem Aufenthalt in der französischen Vertretung in Bangkok, Verwalter der Provinz Hà Tiên. Von 1905 bis 1910 amtierte er als Verwalter der Provinz Biên Hòa und zeichnete sich durch ein umfangreiches Infrastrukturbauprogramm aus. 1910 wurde er Verwalter von Sóc Trăng, wo er einen Kanal errichten ließ, 1912–13 dann von Mỹ Tho, wo er eine landwirtschaftliche Genossenschaftsbank gründete.
Während seiner Zeit in Cochinchina beschäftigte sich Maspero umfangreich mit der Geschichte, Kunst und Kultur des untergegangenen Champa-Reichs. Zwischen 1910 und 1913 veröffentlichte er seine Forschungsergebnisse in mehreren Teilen unter dem Titel Le Royaume de Champa – sein aus heutiger Sicht wichtigstes wissenschaftliches Werk. Sein Kollege Aurousseau bemängelte allerdings bereits 1914, dass Maspero die chinesischen Quellen weitestgehend nicht berücksichtigt hatte.
1914 war er im Heimaturlaub und nahm daher als Mitglied der Territorialreserve und Gerichtsschreiber der Militärjustiz am Beginn des Ersten Weltkrieges teil, kehrte aber Ende 1915 nach Indochina zurück. Bis Juli 1918 war er Resident und Bürgermeister (résident-maire) der Hafenstadt Haiphong, wo sein Hauptaugenmerk auf der Verhinderung feindlicher Infiltration lag. Von 1918 bis 1920 amtierte er als Interim-Gouverneur Cochinchinas in Vertretung von Le Gallen. Im Mai 1920 wurde er dann schließlich interimsweise Résident supérieur von Kambodscha als Vertreter von Baudoin. Als seine wichtigste Leistung dieser Zeit gilt die Initiierung einer Landvermessung (Katastererstellung) mittels Flugzeug. Er setzte sich ebenfalls für Restaurierungsarbeiten in Angkor ein, die allerdings letzten Endes lediglich bei einer Stele in Ta Prohm durchgeführt wurden. Ende des Jahres sollte er in seiner Position offiziell bestätigt werden, kehrte aber ins französische Mutterland zurück, wo er den Posten eines Siam-Beauftragten im Kolonialministerium übernahm.
Mitte 1921 wechselte er in die Wirtschaft und wurde Präsident der Banque industrielle de Chine, die nach ihrer Pleite zu einer Paribas-Tochter umstrukturiert wurde. Von Paris aus plante er nun gemeinsam mit dem Kolonialministerium die Finanzierung von Wirtschaftsprojekten in China und Indochina. 1923 wurde er zusätzlich Verwalter der indochinesischen Forstwirtschaft- und Zündholz-Gesellschaft (SIFA); in den folgenden Jahren sollten weitere Unternehmen und Interessensgruppen hinzu kommen.
Parallel dazu war er wissenschaftlich äußert aktiv und veröffentlichte mehrere Bücher, darunter das in mehreren Auflagen erschienene „La Chine“ sowie 1928 eine Neufassung von Le Royaume de Champa. Im Jahr 1930 wurde er Ehrenmitglied der EFEO, 1936 Kommandeur der Ehrenlegion und Mitglied der Académie des sciences coloniales. Aus wissenschaftlicher Sicht stand er jedoch deutlich im Schatten seines jüngeren Halbbruders Henri, der mit Georges’ Förderung von 1908 bis 1918 ebenfalls in Indochina für die EFEO tätig gewesen und anschließend nach der Rückkehr nach Paris zum führenden Sinologen Frankreichs aufgestiegen war.
Zu Beginn des Zweiten Weltkrieges wurde Georges Maspero die Geschäftsleitung von zehn Gesellschaften übertragen, darunter das Kaffee- und Kautschuk-Syndikat. Diese Verantwortung behielt er auch während der deutschen Besatzung. Die bedrückende Situation und die für seine Arbeit erforderlichen ständigen Reisen zwischen Paris und Marseille wirkten sich äußerst negativ auf seine Gesundheit aus und er litt zunehmend unter Atembeschwerden. Schließlich wurde ihm Lungenkrebs diagnostiziert, an dem er im September 1942 im Alter von 70 Jahren starb.
Seine Tochter Éveline Porée-Maspero setzte sein wissenschaftliches Werk fort und verfasste mehrere Werke zur kambodschanischen Kultur und Geschichte.

## Publikationen (Auswahl)
- Tableau chronologique des souverains de l'Annam, 1894
- Say-fong, une ville morte, 1903
- L'Empire Khmèr, histoire et documents, 1904
- Le Royaume de Champa, 1910–1913; Neue Ausgabe 1928
- Grammaire de la langue khmère (cambodgien), 1915
- La Chine, 1918; Neue Ausgabe 1925/26
- La Géographie politique de l'Indochine aux environs de 960 A. D., 1925
- Un Empire colonial français, l'Indochine, 1929